# 熊本県道234号天明川尻線
熊本県道234号天明川尻線（くまもとけんどう234ごう てんめいかわしりせん）は、熊本県熊本市南区を通る一般県道である。

## 概要

### 路線データ
- 起点：熊本県熊本市南区海路口町（熊本県道233号海路口小島線交点）
- 終点：熊本県熊本市南区川尻2丁目（熊本県道50号熊本嘉島線・熊本県道229号畠口川尻停車場線上、熊本県道297号川尻宇土線交点）

## 歴史
- 1993年（平成5年）5月11日 - 建設省から、県道天明川尻線の一部を熊本嘉島線として主要地方道に指定される[1]。

## 路線状況

### 重複区間
- 熊本県道50号熊本嘉島線（熊本市南区奥古閑町 - 熊本市南区川尻2丁目（終点））
- 熊本県道229号畠口川尻停車場線（熊本市南区川尻2丁目）

## 地理

### 通過する自治体
- 熊本市（南区）

### 交差する道路
| 交差する道路                                                                                           | 交差する場所 | 交差する場所 |
| --- | ------------ | ------------ |
| 熊本県道233号海路口小島線                                                                              | 海路口町     | 起点         |
| 国道501号 熊本県道50号熊本嘉島線 重複区間起点                                                          | 奥古閑町     |              |
| 熊本県道229号畠口川尻停車場線 重複区間起点                                                             | 川尻2丁目    |              |
| 熊本県道50号熊本嘉島線 重複区間終点 熊本県道229号畠口川尻停車場線 重複区間終点 熊本県道297号川尻宇土線 | 川尻2丁目    | 終点         |

### 交差する鉄道
- 九州新幹線
- 鹿児島本線

### 沿線
- 有明海
- 緑川
- 南区役所天明総合出張所
- JR九州鹿児島本線 川尻駅